# Manuel Aznar Acedo
Manuel Aznar Acedo (Bilbao, 14 settembre 1916 – Madrid, 12 gennaio 2001) è stato un giornalista spagnolo.

## Biografia
Nato a Bilbao il 14 settembre 1916, figlio dell'allora nazionalista basco Manuel Aznar Zubigaray, fu battezzato come "Imanol", nome inventato da Sabino Arana e pseudonimo usato dal padre nella stampa, nella stessa fonte battesimale del primo. Inizialmente soprannominato Gómez Aznar Acedo, soppresse Gomez dal suo nome. Si è laureato in Giurisprudenza.
Tecnico di Relazioni Pubbliche, Radiodifusión y Televisión, è stato responsabile della programmazione della rete Cadena SER (1942 - 1962), direttore di Radio Nacional de España (1962 - 1965) e vice direttore del Radiodifusión nel ministero dell'Informazione e del Turismo (1964 - 1967). Nel 1967 è diventato il primo direttore della Scuola Ufficiale di Radio e Televisione, dipendente dal suddetto ministero.
Postumo, il 13 febbraio del 2013 ha ricevuto la Medaglia d'Oro della Academy Radio spagnola. Nel 2014, l'Accademia spagnola della radio ha istituito il Manuel Aznar Acedo Radio Award, un premio destinato a riconoscere il miglior lavoro nella direzione o nella gestione di una società radiofonica. Nella sua prima edizione, il premio è andato a Javier González Ferrari, presidente esecutivo di Onda Cero.
È stato il padre del presidente del governo spagnolo tra il 1996 e il 2004 José María Aznar e del giurista Manuel Aznar López. Suo zio materno era il calciatore Domingo Acedo.
Era un membro del movimento falangista e prestò servizio durante la Guerra civile spagnola come ufficiale incaricato della propaganda per l'Esercito Nazionalista Spagnolo. Dopo la guerra, ha lavorato per Cadena SER (1942-1962) e Radio Nacional de España (1962-1965) ed è stato nominato co-direttore del dipartimento di radiodiffusione per il ministero dell'informazione e del turismo (1964-1967). Ha anche fondato i giornali Hoja Oficial de Alicante, Avance e Levante. Nel 1967, è diventato il primo direttore della Escuela Oficial de Radiodifusión y Televisión, la scuola ufficiale di radio e telediffusione.